# Konstytucja jakobińska

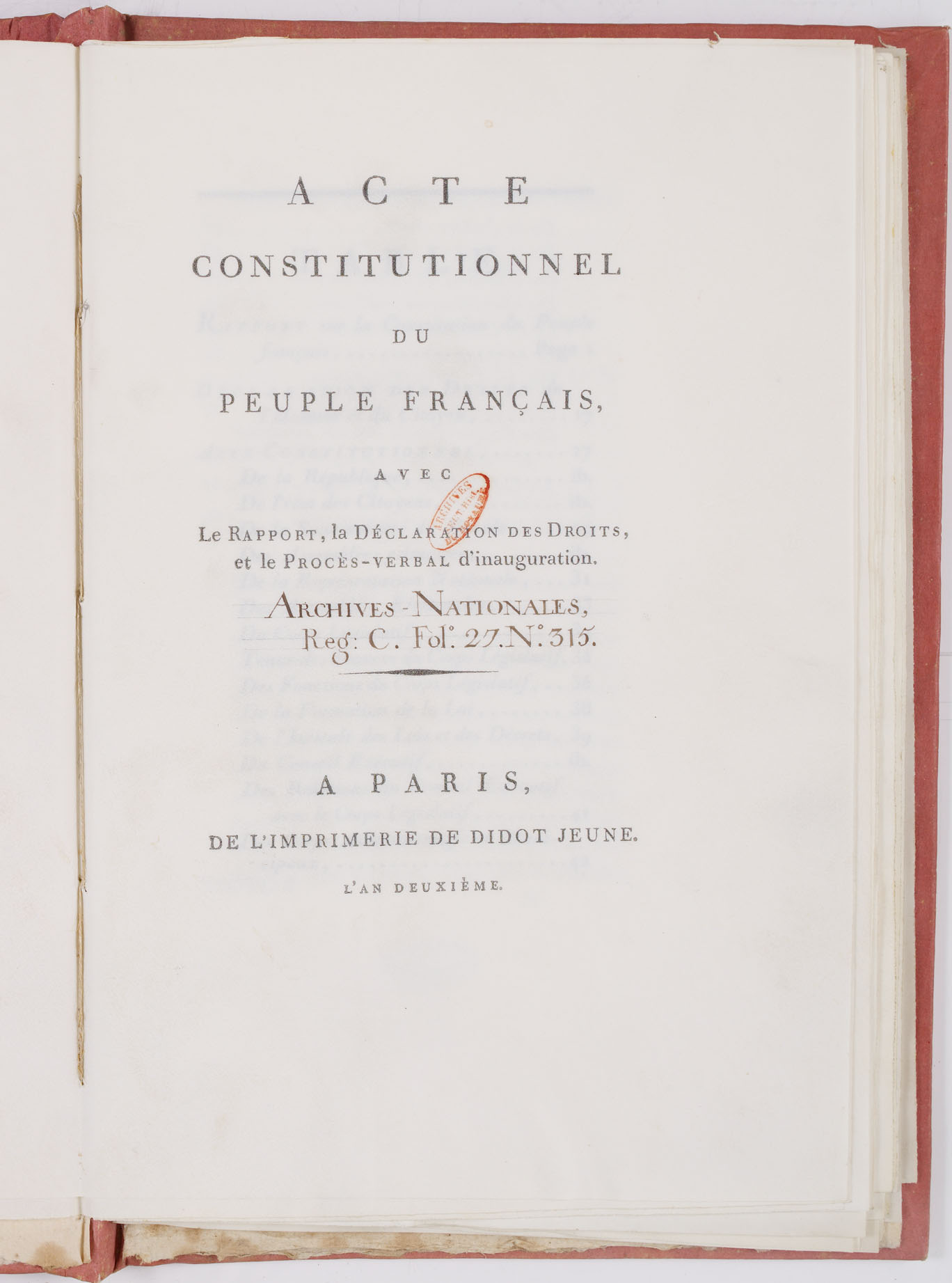
Konstytucja jakobińska

Konstytucja jakobińska (właściwa nazwa: Konstytucja roku I, fr. Constitution de l’an I) – ustawa zasadnicza Francji opracowana przez klub polityczny jakobinów i uchwalona przez Konwent Narodowy 24 czerwca 1793 r. Została przyjęta przygniatającą liczbą głosów w referendum i miała wejść w życie po zakończeniu wojny. Nigdy jednak do tego nie doszło z powodu trudnej sytuacji, w jakiej znalazła się Francja.

## Geneza
W okresie proklamowania republiki, pod rządami Konwentu (1792-1793) od samego początku jakobini byli w ostrym konflikcie z żyrondystami. Pod naciskiem jakobinów w grudniu 1792 r. rozpoczął się proces króla Ludwika XVI skazanego na śmierć i ściętego 21 stycznia 1793 r. Długotrwała walka tych dwóch frakcji doprowadziła do przewagi jakobinów w Konwencie po aresztowaniu 29 żyrondystów.

## Rozwiązania szczególne
Konstytucja ta zawierała Deklarację praw, która miała bardziej radykalny charakter od swojej poprzedniczki z 1789 r.
Wysunięto zasadę równości przed zasadę wolności. Równość społeczną miały gwarantować m.in. prawo do pracy, prawo do opieki publicznej i bezpłatnej oświaty. Za najświętsze prawo uznano prawo do oporu ludu wobec rządu, który gwałci prawo ludu.

### Władza ustawodawcza
Odrzucając zasadę trójpodziału władzy spopularyzowaną przez Monteskiusza, legislatywa została przejęta przez jednoizbowe Ciało Ustawodawcze wybierane w wyborach bezpośrednich, powszechnych, równych i jawnych (głosować można było również w sposób tajny) na roczną kadencję.
Prawo wyborcze posiadali mężczyźni, którzy ukończyli 21 lat i zamieszkiwali w danym okręgu minimum 6 miesięcy.

### Władza wykonawcza
Władzę wykonawczą miała pełnić Rada Wykonawcza złożona z 24 członków wybieranymi raz na 2 lata, całkowicie podporządkowana Ciału Ustawodawczemu. Co roku połowa jej składu miała ustępować.
Jej zadaniem było kierownictwo i nadzór nad administracją Republiki. Mogła ona działać jedynie w zakresie ustaw i dekretów wydawanych przez władzę ustawodawczą.